# Didemnum chartaceum
Didemnum chartaceum är en sjöpungsart som först beskrevs av Sluiter 1909.  Didemnum chartaceum ingår i släktet Didemnum och familjen Didemnidae. Inga underarter finns listade i Catalogue of Life.